# Sans Day Carol
Il Sans Day Carol o St. Day Carol (= "Canto natalizio di St. Day") — conosciuto anche come The holly bears a berry (= "L'agrifoglio porta una bacca") — è un tradizionale canto natalizio inglese, originario della Cornovaglia e la cui prima attestazione di cui si abbia notizia risale al XIX secolo.
Il canto prende il nome dal villaggio di St. Day  (o Sans Day o St. They, Cornovaglia), che a sua volta prende il nome da un santo bretone venerato in Cornovaglia.

## Storia
Il canto è stato trascritto nel XIX secolo dopo che W. D. Watson lo udì cantare da un certo Thomas Beard, un abitante del villaggio di St. Day, nella parrocchia di Gwennap in Cornovaglia, e lo tramandò al reverendo G. H. Doble.
In origine, il canto consisteva di tre strofe. Una quarta strofa venne aggiunta in seguito.

## Testo
Il testo, che si compone di quattro strofe, è quasi identico a quello di  The Holly and the Ivy , altro canto natalizio inglese. 

Come in  The Holly and the Ivy , anche nel Sans Day Carol le proprietà dell'agrifoglio vengono paragonate – in una sorta di sincretismo tra una tradizione pagana e la tradizione cristiana –paragonate ad alcuni aspetti della Nascita di Gesù:
Now the holly bears a berry as white as the milk, 

And Mary bore Jesus, all wrapped up in silk: 

Ritornello: And Mary bore Jesus our Saviour for to be, 

And the first tree in the greenwood, it was the holly. 

Holly! Holly! 

And the first tree in the greenwood, it was the holly! 
Now the holly bears a berry as green as the grass, 

And Mary bore Jesus, who died on the cross: 

Ritornello
Now the holly bears a berry as black as the coal, 

And Mary bore Jesus, who died for us all: 

Ritornello
Now the holly bears a berry, as blood is it red, 

Then trust we our Saviour, who rose from the dead

Ritornello

## Versioni discografiche
Il brano è stato inciso, tra gli altri, da:
- Herb Avery
- Cherish the Ladies
- The Chieftains
- Johnny Coppin
- David Hill
- Philip Ledger
- John Rutter e i Cambridge Singers
- Chris Squire